# 琚朝晖
琚朝晖（1969年11月—），男，汉族，浙江衢州人，中华人民共和国政治人物。1988年6月加入中国共产党，1995年8月参加工作，研究生学历。曾任中共中央宣传部新闻局局长，现任中共湖北省委常委、宣传部部长。

## 人物经历
琚朝晖曾长期于中共浙江省委宣传部工作。2016年1月，任中共浙江省委宣传部副部长。2019年2月，任浙江省人民政府新闻办公室主任。
后调任中共中央宣传部新闻局局长、国家突发公共事件应急新闻中心办公室主任。2021年12月，当选为中华全国新闻工作者协会副主席。
2023年5月，空降中共湖北省委常委、宣传部部长。